# 切爾沃內奧澤羅 (扎波羅熱州)
47°20′19″N 36°44′41″E / 47.33861°N 36.74472°E
切爾沃内奧澤羅（烏克蘭語：Червоне Озеро）是位於烏克蘭東南部的村莊，由扎波羅熱州波洛希區的卡姆揚卡市鎮負責管轄。該村處於蓋丘爾河畔，面積1.07平方公里，海拔高度221米，2001年人口191。